# Леписта (река)
Леписта — река в России, протекает в Карелии. Впадает в озеро Пертярви, из которого вытекает Новзема, в Олонецком районе, однако большая часть реки находится в Пряжинском районе. Длина реки составляет 19 км, площадь водосборного бассейна 42,5 км².
Принимает правый приток — Кармелисту.

## Данные водного реестра
По данным государственного водного реестра России относится к Балтийскому бассейновому округу, водохозяйственный участок реки — Водные объекты бассейна озеро Ладожское без рек Волхов, Свирь и Сясь, речной подбассейн реки — Нева и реки бассейна Ладожского озера (без подбассейна Свирь и Волхов, российская часть бассейнов). Относится к речному бассейну реки Нева (включая бассейны рек Онежского и Ладожского озера).
Код объекта в государственном водном реестре — 01040300212102000011624.